# Репне
Репне (на словенски: Repnje) е село в Словения, регион Средна Словения, община Водице. Според Националната статистическа служба на Република Словения през 2015 г. селото има 348 жители.